# 安潔拉·卡特
安潔拉·卡特（英語：Angela Carter，1940年5月7日—1992年2月16日），英國女性主義作家。書寫風格以融合魔幻寫實、歌德式與女性主義著稱。除了小說之外也在《衛報》、《獨立報》等平面媒體發表文章，創作舞台劇劇本，也從事翻譯。

## 生平
安潔拉·卡特的母親為南倫敦人，父親為蘇格蘭人，職業是新聞記者。19歲便結婚。1960年代初在布里斯托大學修習英國文學並開始創作小說，1969年以毛姆文學獎獎金旅居日本東京，藉機離開丈夫，回國後便與丈夫離婚。後來她與馬克·皮爾斯（Mark Pearce）定居克萊本，43歲時產下一子。
薩爾曼·魯西迪曾說：「波特萊爾，艾倫·坡，莎士比亞《仲夏夜之夢》，好萊塢，雜劇，童話故事：卡特把自己所受的影響明顯擺出，因為她是這一切的解構者、破壞者。」大致可見她在文學創作上所受到的影響。
1992年卡特因肺癌在倫敦的家中逝世。

## 作品概覽
- 長篇小說
  - 《魔幻玩具鋪（英语：The Magic Toyshop）》（1967）
  - 《新夏娃的激情（英语：The Passion of New Eve）》（1977）
  - 《馬戲團之夜（英语：Nights at the Circus）》（1984）
  - 《明智的孩子（英语：Wise Children）》（1991）
- 短篇小說集
  - 《煙火（英语：Fireworks: Nine Profane Pieces）》（1974）
  - 《染血之室（英语：The Bloody Chamber）》（1979）
  - 《黑色維納斯（英语：Black Venus (short story collection)）》（1985）
  - 《美國鬼魂與舊世界奇觀（英语：American Ghosts and Old World Wonders）》（1993）
  - 《焚舟紀（英语：Burning Your Boats）》（1995）

以上皆有嚴韻的中譯本，由台灣行人出版社出版（當中《焚舟紀》系列收錄以上五部短篇小說集）

## 外部連結
- 行人文化實驗室：2011六月《焚舟紀》再版

## 註解
1. ↑  見薩爾曼·魯西迪〈前言〉，《焚舟紀‧別冊》，頁17。